# Nimrudlinsen

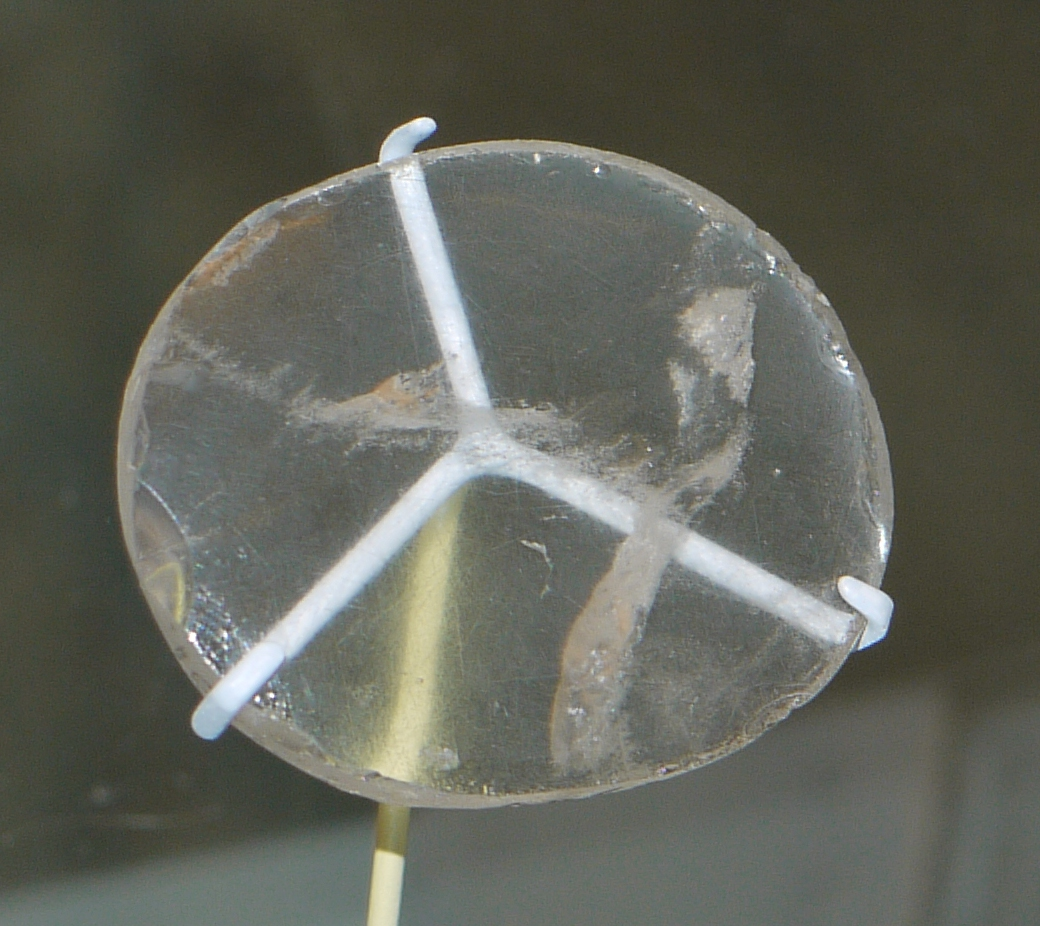
Nimrudlinsen på British Museum

Nimrudlinsen är en bit kvarts, 3000 år gammal, och uppgrävd i Assyrien av Austen Henry Layard. Vissa forskare är av åsikten att den användes av de antika Assyrierna och att den är världens äldsta teleskop. Professor Giovanni Pettinato menar att det är en möjlig förklaring till hur de antika assyrierna kunde veta så mycket om astronomi. Assyrierna betraktade planeten Saturnus som en gud omringad av en ring av ormar. Det finns även andra forskare, som inte är övertygade, och hävdar att linsen hade varit föga till hjälp för se ut i rymden med.
Nimrudlinsen finns på British Museum.